# Valerie Robertson
Valerie Robertson nata Forder (1943) è un'atleta paralimpica, nuotatrice e schermitrice scozzese. Vincitrice di sei medaglie d'oro in tre differenti edizioni dei Giochi paralimpici tra atletica leggera, nuoto, scherma e tiro con l'arco.

## Carriera sportiva
Valerie Forder gareggiò, con il suo nome da nubile, ai Giochi paralimpici di Tokyo 1964 e Tel Aviv 1968 in quattro diverse discipline.
Ai Giochi di Tokyo 1964 conquistò sei medaglie mentre a Tel Aviv 1968 le medaglie da lei vinte furono cinque, tutte d'oro. In seguito, sposò John Robertson, medaglia d'oro ai Giochi del Commonwealth, e ne prese il cognome.
Tornò a gareggiare ai Giochi di Toronto 1976 nella scherma in carrozzina. In quest'ultima occasione vinse una medaglia di bronzo.

## Palmarès
| Anno | Manifestazione     | Sede     | Evento                                                | Risultato | Prestazione | Note |
| ---- | ------------------ | -------- | ----------------------------------------------------- | --------- | ----------- | ---- |
| 1964 | Giochi paralimpici | Tokyo    | Atletica leggera - Lancio del disco C femminile       | Bronzo    |             |      |
| 1964 | Giochi paralimpici | Tokyo    | Nuoto - 50 metri stile libero supino completo 3       | Oro       |             |      |
| 1964 | Giochi paralimpici | Tokyo    | Nuoto - 50 metri rana completo 3                      | Argento   |             |      |
| 1964 | Giochi paralimpici | Tokyo    | Nuoto - 50 metri stile libero prono completo 3        | Argento   |             |      |
| 1964 | Giochi paralimpici | Tokyo    | Tiro con l'arco - Albion open femminile               | Argento   |             |      |
| 1964 | Giochi paralimpici | Tokyo    | Scherma - Fioretto a squadre femminile                | Argento   |             |      |
| 1968 | Giochi paralimpici | Tel Aviv | Atletica leggera - 60 metri in carrozzina B femminile | Oro       |             |      |
| 1968 | Giochi paralimpici | Tel Aviv | Atletica leggera - Pentathlon completo femminile      | Oro       |             |      |
| 1968 | Giochi paralimpici | Tel Aviv | Nuoto - 50 m dorso 3 completo femminile               | Oro       |             |      |
| 1968 | Giochi paralimpici | Tel Aviv | Nuoto - 50 m rana 3 completo femminile                | Oro       |             |      |
| 1968 | Giochi paralimpici | Tel Aviv | Nuoto - 50 m stile libero 3 completo femminile        | Oro       |             |      |
| 1976 | Giochi paralimpici | Toronto  | Scherma - Fioretto novizie a squadre femminile        | Bronzo    |             |      |